# Folkomröstningen om Falklandsöarnas politiska status 2013
En folkomröstning hölls den 10 och 11 mars 2013 på Falklandsöarna där medborgarna tillfrågades om de ansåg att Falklandsöarna skulle fortsätta tillhöra Storbritannien, alternativen var "Ja" och "Nej". Valdeltagandet var 92 % och 99,8 % röstade "Ja" och endast tre röster lades på "Nej". 
Förenta nationerna erkände inte folkomröstningen eftersom den inte organiserades eller genomfördes under FN:s beskydd, utan ensidigt utlystes av Storbritannien, i strid med resolution A/RES/31/49, vars punkt 4 föreskriver att:
| 31/49. Fråga om Falklandsöarna (Malvinas). Generalförsamlingen [...] 4. Uppmanar båda parter att avstå från att fatta beslut som ensidigt skulle förändra situationen medan öarna genomgår den process som rekommenderas i ovannämnda resolutioner; [...] |